# Frontière entre le Japon et les Philippines
La frontière entre le Japon et les Philippines est intégralement maritime dans l'océan Pacifique.
Les revendications sur ces zones économiques exclusives ont pour origine la distance séparant des îles japonaises les plus au sud-ouest de les îles Yaeyama avec les îles Batanes les plus septentrionales des Philippines dans le détroit de Luçon. La ligne est basée sur la médiane entre sur l'île japonaise Hateruma-jima et l'île philippine Amiani Island
L'origine de la ligne d'équidistance est le tripoint Chine, Japon, Philippines à l'est du détroit de Bashi au voisinage de 22°10'N et 123°40'E ; la fin orientale de la ligne d'équidistance est formé par l'intersection d'arcs d'un rayon de 200nm des deux îles; cette intersection est située au voisinage de 21°10'N et 125°34'E
Il ne semble y avoir aucun argument solide qui pourrait être utilisé par l'une ou l'autre partie pour suggérer que la ligne d'équidistance ferait une frontière maritime inéquitable.